# モンテ・サクロ

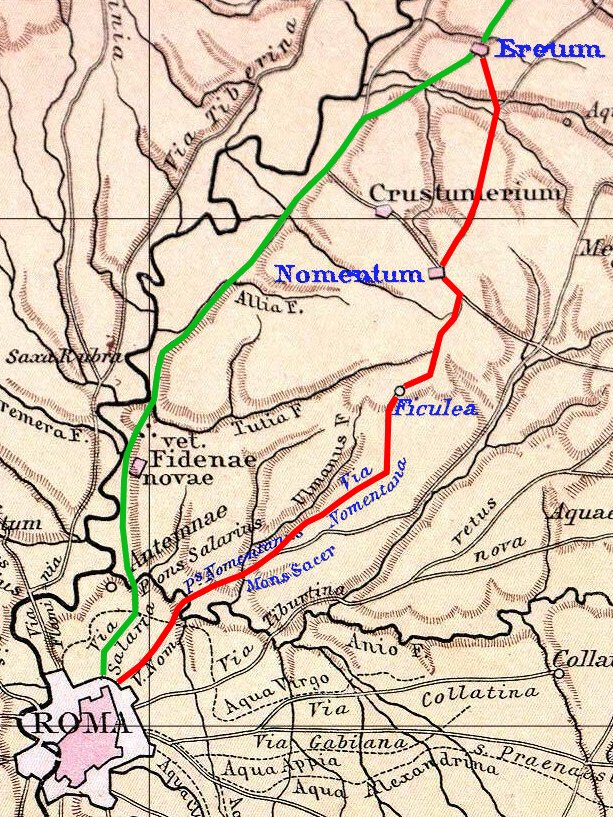
モンテ・サクロ（地図中の Mons Sacer）は、メンターナ (地図中の Nomentum) へ通じるノメンターナ街道（地図中に赤で示された Via Nomentana）とアニエーネ川（地図中の Anio F.）右岸の間、ウルマーノ川 (Ulmano：地図中の Ulmanus V.) ないしチェチーナ渓谷 (Fosso della Cecchina) 付近に位置している。

モンテ・サクロ (Monte Sacro、ラテン語: Mons Sacer) は、アニエーネ川 (Aniene) の右岸に位置するローマ郊外の丘で、（ローマの七丘のひとつ）カンピドリオ（カピトーリウム）の北東3マイル（およそ5キロメートル）に位置している。標高は海抜50メートルほど。この丘の名は、20世紀以降開発が進んだ周辺地区の名称ともなっている。モンテ・サクロの位置については、ローマ時代に書き残された多数の文献に言及が残されており、その中にはキケロやティトゥス・リウィウスによるものも含まれている。

## 歴史

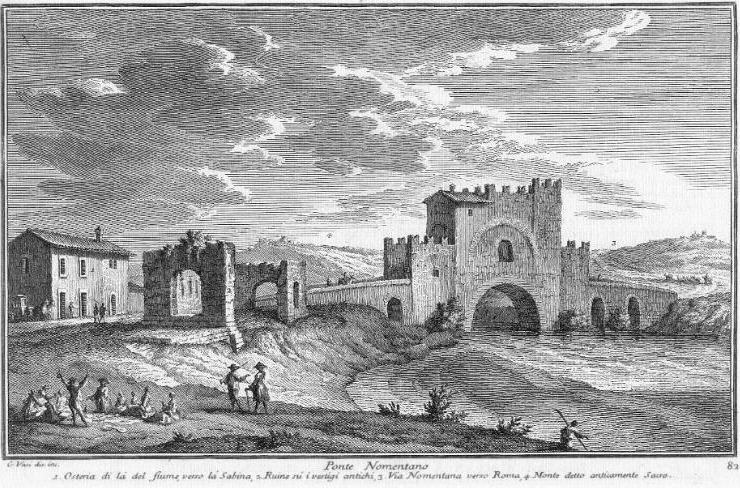
背景にモンテ・サクロが描かれたノメンターノ橋。ジュゼッペ・ヴァシ (Giuseppe Vasi) 作。

伝説によれば、ここはアウグル（鳥を観察して神意を占う神官）たちが鳥の飛翔状況を観察して、予言を行なう場所であったとされており、これが「聖なる」を意味する「サクロ」という名称の由来と考えられている。よく知られた伝説によると、この辺りでは帽子を吹き飛ばすほど強い風が吹き、それは助手たちを護るために魔術の儀式を行おうとする神官たちにとって凶兆とされていたという。
古代ローマの時代には、モンテ・サクロはローマ市街地の城壁からかなり離れた郊外であり、ローマ市街地とフィクレア（Ficulea：古代の都市）の間、ノメントゥム（Nomentum：現在のメンターナへ通じるノメンターナ街道付近にあった。街道沿いには玄武岩がそのまま露出しているところがあって、いくつもの墳墓が設けられており、現在もそのうち2つが山の近くで姿をとどめており、その前方に位置するノメンターノ橋で街道はアニエーネ川を越える。
モンテ・サクロの丘は宗教行事の場でもあったが、地理的な目印となる地形でもあった。共和政期には、この辺りはラティフンディウム（奴隷制労働による大農園）の一部になっていた。その後、宅地化が進んで、一帯は居住地区となっていった。スエトニウスによれば皇帝一族とも近く深い関わりがあったとされる、ファオンテ (Faonte) という皇帝ネロの解放奴隷であった人物の邸宅が、ここにあったとする重要な記録も残されている。その邸宅は、古代のサラリア街道が大きくカーブを描くあたりに建っていたという。
ローマ時代が終わると、おそらくは軍事的に防御が難しいことから、この丘一帯には人が住まなくなり、近代にいたるまでそのままの状態が続いた。ローマ市街地の拡張は別の方角へと進んでいった。この辺りで、しばしば言及される地点として残ったのは、ノメンターノ橋だけであり、この橋は長い年月の間に、しばしば検問所として、あるいは、軍の駐屯地として用いられた。

### プレブスの反乱
この丘は、紀元前494年にプレブス（プレープス、平民）たちが反乱を起こした際に、彼らが立てこもった場所としてよく知られている。すべての平民はこの丘に数日間とどまって、都市ローマの日常生活を支えることを拒んだ。元老院議員メネニウス・アグリッパ (Menenius Agrippa)は、プレブスたちのもとに足を運び、社会を人体に喩え、それぞれの部分が全体の利益のために担うべき役割があると説く、今日でも有名な弁解を交えた説得を行なった。事態が収拾されて都市の日常生活が取り戻されると、プレブスたちは護民官制度を設け、自らの議会であるプレブス民会 (Concilium Plebis)  を設け、この議会は護民官を選出し、また、プレブスたちのための建物を建てた。さらに、プレブスの議員たちの意向によって、平民のための法制度が設けられ。護民官やプレブスの地位は、冒されざるものとなった。
この事件を記念し、獲得された合意を担保するために、プレブスたちは丘の上に荒ぶる神ユピテルに捧げた神殿を建立した。一説には、これが「聖なる」を意味する「サクロ」の名がこの丘に冠されるようになった由来であるという。

## 近代
1805年8月15日、シモン・ボリバルはモンテ・サクロにおいて、子どものころ家庭教師であった恩師シモン・ロドリゲス (Simón Rodríguez) と、従兄弟であるフェルナンド・デル・トロ (Fernando del Toro) とともに、スペインの支配からベネズエラを解放するという誓いを立てた。この話は「モンテ・サクロの誓い」として知られている。この時、やがて5か国のリベルタドーレス（解放者）となる青年は、22歳であった。